# Novara Calcio 1976-1977
Questa voce raccoglie le informazioni riguardanti il Novara Calcio nelle competizioni ufficiali della stagione 1976-1977.

## Rosa
| N. |                   | Ruolo | Calciatore          |
| -- | ----------------- | ----- | ------------------- |
|    | Italia (bandiera) | C     | Salvatore Amato     |
|    | Italia (bandiera) | A     | Roberto Bacchin     |
|    | Italia (bandiera) | P     | Sergio Buso         |
|    | Italia (bandiera) | A     | Ezio Castellucci    |
|    | Italia (bandiera) | D     | Tiziano Cavallari   |
|    | Italia (bandiera) | D     | Cesare Cattaneo     |
|    | Italia (bandiera) | A     | Patrizio Di Stefano |
|    | Italia (bandiera) | C     | Bernardino Fabbian  |
|    | Italia (bandiera) | C     | Sergio Ferrari      |
|    | Italia (bandiera) | C     | Eugenio Fumagalli   |
|    | Italia (bandiera) | A     | Luigi Giannini      |
|    | Italia (bandiera) | A     | Giuseppe Giavardi   |
|    | Italia (bandiera) | C     | Giancarlo Guidetti  |
|    | Italia (bandiera) | D     | Cesare Lassini      |

| N. |                   | Ruolo | Calciatore         |
| -- | ----------------- | ----- | ------------------ |
|    | Italia (bandiera) | C     | Giovanni Lodetti   |
|    | Italia (bandiera) | D     | Marzio Lugnan      |
|    | Italia (bandiera) | C     | Angelo Merlo       |
|    | Italia (bandiera) | P     | Avelino Moriggi    |
|    | Italia (bandiera) | P     | Giorgio Nasuelli   |
|    | Italia (bandiera) | C     | Mauro Persiani     |
|    | Italia (bandiera) | A     | Claudio Piccinetti |
|    | Italia (bandiera) | C     | Maurizio Re        |
|    | Italia (bandiera) | A     | Sandro Salvioni    |
|    | Italia (bandiera) | A     | Giovanni Toschi    |
|    | Italia (bandiera) | D     | Massimo Venturini  |
|    | Italia (bandiera) | D     | Antonio Veschetti  |
|    | Italia (bandiera) | C     | Sergio Vriz        |
|    | Italia (bandiera) | C     | Severino Zanotti   |

## Risultati

### Campionato

#### Girone di andata
| 26 settembre 1976 1ª giornata | Monza | 2 – 0 | Novara |  |

| 3 ottobre 1976 2ª giornata | Novara | 1 – 1 | Modena |  |

| 10 ottobre 1976 3ª giornata | Cagliari | 1 – 0 | Novara |  |

| 17 ottobre 1976 4ª giornata | Novara | 2 – 1 | Avellino |  |

| 24 ottobre 1976 5ª giornata | Ascoli | 1 – 0 | Novara |  |

| 31 ottobre 1976 6ª giornata | Novara | 1 – 1 | Taranto |  |

| 7 novembre 1976 7ª giornata | Ternana | 0 – 0 | Novara |  |

| 14 novembre 1976 8ª giornata | Novara | 2 – 1 | Catania |  |

| 21 novembre 1976 9ª giornata | Varese | 3 – 1 | Novara |  |

| 28 novembre 1976 10ª giornata | Brescia | 0 – 2 | Novara |  |

| 5 dicembre 1976 11ª giornata | Novara | 1 – 0 | Atalanta |  |

| 12 dicembre 1976 12ª giornata | Pescara | 1 – 0 | Novara |  |

| 19 dicembre 1976 13ª giornata | Novara | 1 – 2 | Lanerossi Vicenza |  |

| 2 gennaio 1977 14ª giornata | Novara | 0 – 0 | Rimini |  |

| 9 gennaio 1977 15ª giornata | Lecce | 2 – 1 | Novara |  |

| 16 gennaio 1977 16ª giornata | Sambenedettese | 1 – 0 | Novara |  |

| 23 gennaio 1977 17ª giornata | Novara | 0 – 1 | Como |  |

| 30 gennaio 1977 18ª giornata | SPAL | 1 – 1 | Novara |  |

| 6 febbraio 1977 19ª giornata | Novara | 1 – 1 | Palermo |  |

#### Girone di ritorno
| 13 febbraio 1977 20ª giornata | Novara | 0 – 0 | Monza |  |

| 20 febbraio 1977 21ª giornata | Modena | 2 – 1 | Novara |  |

| 27 febbraio 1977 22ª giornata | Novara | 0 – 0 | Cagliari |  |

| 6 marzo 1977 23ª giornata | Avellino | 2 – 1 | Novara |  |

| 13 marzo 1977 24ª giornata | Novara | 0 – 0 | Ascoli |  |

| 20 marzo 1977 25ª giornata | Taranto | 3 – 0 | Novara |  |

| 27 marzo 1977 26ª giornata | Novara | 1 – 2 | Ternana |  |

| 3 aprile 1977 27ª giornata | Catania | 3 – 2 | Novara |  |

| 11 aprile 1977 28ª giornata | Novara | 1 – 1 | Varese |  |

| 17 aprile 1977 29ª giornata | Novara | 0 – 0 | Brescia |  |

| 24 aprile 1977 30ª giornata | Atalanta | 4 – 1 | Novara |  |

| 1 maggio 1977 31ª giornata | Novara | 3 – 3 | Pescara |  |

| 8 maggio 1977 32ª giornata | Lanerossi Vicenza | 1 – 1 | Novara |  |

| 15 maggio 1977 33ª giornata | Rimini | 2 – 1 | Novara |  |

| 22 maggio 1977 34ª giornata | Novara | 2 – 1 | Lecce |  |

| 29 maggio 1977 35ª giornata | Novara | 2 – 1 | Sambenedettese |  |

| 5 giugno 1977 36ª giornata | Como | 1 – 1 | Novara |  |

| 12 giugno 1977 37ª giornata | Novara | 1 – 0 | SPAL |  |

| 19 giugno 1977 38ª giornata | Palermo | 2 – 2 | Novara |  |